# Việt Nam trong Chiến tranh thế giới thứ hai
Việt Nam trong chiến tranh thế giới thứ hai là một giai đoạn lịch sử quan trọng tại Việt Nam kể từ khi Thế Chiến thứ hai bùng nổ cho đến khi cuộc chiến này kết thúc. Các phong trào đòi độc lập đã tăng lên ở Việt Nam, đặc biệt trong và sau Chiến tranh thế giới thứ nhất, nhưng tất cả các cuộc nổi dậy và vận động chính trị đều thất bại để đạt được bất cứ nhượng bộ nào từ chế độ thực dân Pháp. Sau khi thế chiến thứ hai bùng nổ, Pháp bị Đức Quốc xã chiếm đóng vào mùa hè năm 1940. Ngày 22/9/1940, Nhật Bản (Phe Trục) xâm lược Đông Dương, thiết lập căn cứ quân sự chống Đồng Minh. Lợi dụng tình hình chính phủ Pháp Vichy suy yếu và chủ trương Đại Đông Á của Nhật, các phong trào cách mạng Việt Nam trỗi dậy..
Ngày 9 tháng 3 năm 1945, Nhật đảo chính Pháp tại Đông Dương, các viên chức cấp cao Pháp bị cầm tù. Nhật Bản trả lại Việt Nam nền độc lập dưới sự bảo hộ của Nhật, theo đó Đế quốc Việt Nam được thành lập vào ngày 11 tháng 3. Ngày 15 tháng 8, Nhật Bản tuyên bố đầu hàng Đồng Minh. Việt Minh tiến hành Tổng khởi nghĩa giành chính quyền. Việt Nam Dân chủ Cộng hòa tuyên bố độc lập. Các lực lượng Đồng Minh là Anh Quốc và Trung Hoa Dân Quốc tiến vào giải giới quân đội Nhật Bản ở phía Nam và phía Bắc vĩ tuyến 16. Pháp không từ bỏ tham vọng, quay trở lại Đông Dương, khơi mào Chiến tranh Đông Dương với Việt Minh (kéo dài đến 1954), giai đoạn này cũng chứng kiến Việt Minh thanh trừng các đảng phái đối lập.

## 1939
1-9: Chiến tranh thế giới thứ hai bùng nổ.
3-10: Đảng Cộng sản Đông Dương ra thông báo khẩn cấp về tình trạng thời cuộc.

## 1940

### Tháng 9
Tháng 9: Chiến tranh thế giới thứ hai ảnh hưởng tới Việt Nam. Hòa ước giữa Nhật và Đông Dương, thuộc quyền bảo hộ của chính quyền Pháp thân Đức quốc xã do Philippe Pétain đứng đầu, được ký để cho phép quân đội Trục (Nhật) đổ bộ vào Việt Nam.
22-9: Quân Nhật tấn công Lạng Sơn trong Chiến dịch Đông Dương (1940).
26-9: Quân Nhật đổ bộ tại Hải Phòng.
27-9: Khởi nghĩa Bắc Sơn.
23-11: Khởi nghĩa Nam Kỳ.

## 1941
13-1: Cuộc nổi dậy của binh lính Đông Dương (ở Nghệ An).
28-1: Nguyễn Ái Quốc về nước (tới Cao Bằng) trực tiếp chỉ đạo cách mạng.
10-5:Hội nghị Ban Chấp Hành Trung Ương Đảng Cộng sản Đông Dương.
15-5: Thành lập Đội Thiếu niên Tiền phong và Đội nhi đồng cứu quốc.
19-5: Thành lập Mặt trận Việt Minh.
29-7: Pháp và Nhật ký Hiệp ước phòng thủ chung Đông Dương.
23-7: Nguyễn Ái Quốc ra chỉ thị mở rộng căn cứ địa Cao Bằng và phong trào Nam tiến.

## 1942
1942-1943: Nguyễn Ái Quốc bị chính quyền Tưởng Giới Thạch bắt giam ở Trung Quốc.
15-11: Đại hội Việt Minh tại Cao Bằng và chỉ thị của Tổng Bộ Việt Minh về vấn đề khởi nghĩa vũ trang và xây dựng chính quyền cách mạng.

## 1943
25-2: Hội nghị Ban thường vụ Trung ương Đảng Cộng sản Đông Dương và bản đề cương Văn hóa Việt Nam.

## 1944
7-5: Tổng bộ Việt Minh ra chỉ thị về sửa soạn khởi nghĩa.
30-6: Thành lập Đảng Dân chủ Việt Nam.
22-12: Thành lập đội Việt Nam Tuyên truyền giải phóng quân ( nay là Quân đội nhân dân Việt Nam).

## 1945

### Tháng 3
9-3: Nhật đảo chính Pháp trên toàn Việt Nam, chấm dứt thời Pháp thuộc
11-3: Đế quốc Việt Nam tuyên bố độc lập, đồng thời cộng tác với Đế quốc Nhật Bản
9 đến 12-3: Hội nghị ban thường vụ mở rộng Trung ương Đảng Cộng sản Đông Dương: ban hành chỉ thị Nhật Pháp bắn nhau và hành động của chúng ta.
11-3: Khởi nghĩa Ba Tơ.
15-3: Tổng bộ Việt Minh đưa ra Hịch kháng Nhật cứu nước.

### Tháng 4
15-4: Hội nghị quân sự cách mạng Bắc kỳ.
16-4: Chỉ thị của Tổng bộ Việt Minh về việc tổ chức các Ủy ban dân tộc giải phóng.
17-4: Nội các Trần Trọng Kim của Đế quốc Việt Nam được thành lập.
15-5: Thống nhất các lực lượng vũ trang cách mạng thành lập Việt Nam giải phóng quân.
4-6: Thành lập Khu giải phóng ở Việt Nam.

### Tháng 8
Tháng 8: Cách mạng tháng Tám diễn ra.
13 đến 15-8: Hội nghị toàn quốc Đảng Cộng sản Đông Dương họp tại Tân Trào.
13-8: Lệnh Tổng khởi nghĩa được phát ra.
16-8: Đại hội quốc dân (quốc hội lâm thời) họp tại Tân Trào thành lập Ủy ban Dân tộc giải phóng (Chính phủ cách mạng lâm thời) do Hồ Chí Minh làm chủ tịch.
19-8: Tổng khởi nghĩa giành chính quyền ở Hà Nội.
23-8: Khởi nghĩa giành chính quyền ở Huế.
25-8: Khởi nghĩa dành chính quyền tại Sài Gòn. Chủ tịch Hồ Chí Minh về tới Hà Nội

### Tháng 9
Tháng 9: Lực lượng 150.000 của Quân đội Trung Hoa Dân Quốc tiến vào Bắc Việt giải giáp Quân đội Đế quốc Nhật Bản.
2-9: Hồ Chí Minh đọc bản Tuyên ngôn Độc lập, khai sinh ra nước Việt Nam Dân chủ Cộng hòa.